# Stadhuis van Wageningen

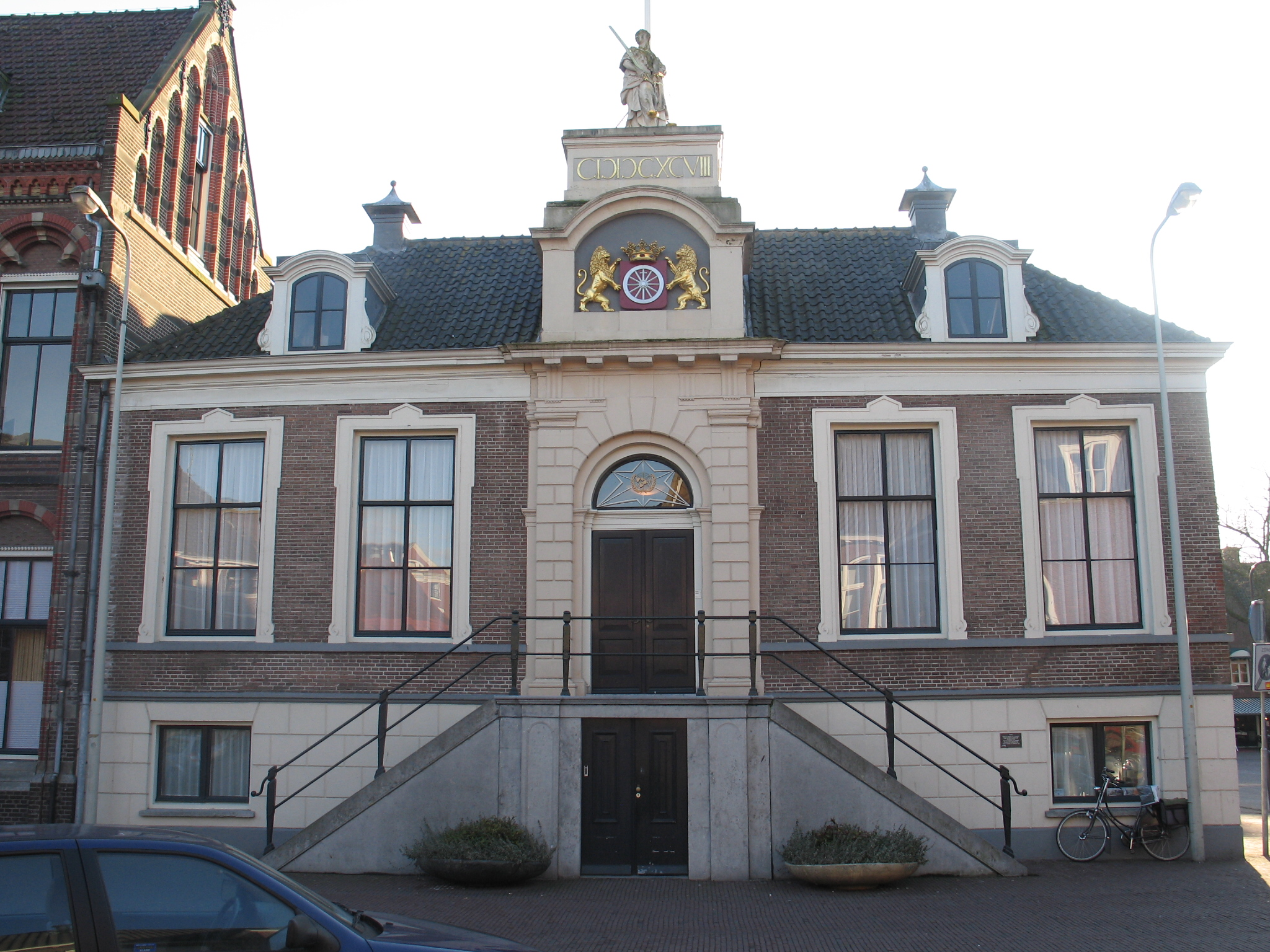
Het stadhuis

Het stadhuis van Wageningen is gelegen aan de Markt in Wageningen.

## Geschiedenis
Wageningen bezit sinds 1263 stadsrechten, onbekend is het waar het stadsbestuur in de eerste honderden jaren vergaderd heeft. Op een kaart uit 1650 staat "raethuys" bij de voormalige St.-Nicolaes- of Gasthuiskapel in de Kapelstraat. Waarschijnlijk werd de kapel als raadhuis gebruikt sinds de katholieke macht alhier in 1581 aan een einde kwam. In 1671 verpachtte de stad dit gebouw en werd hier de waag gevestigd. Vier jaar later werd de locatie verkocht.
In 1666 werd door de gemeente het "schutteryenhuys" aangekocht, dit gebouw deed tot 1650 dienst als schutterij van het Sint Anthonieschuttersgilde, daarna als woonhuis. In 1698 werd Isaac van den Heuvel door het stadsbestuur gevraagd voor een ingrijpende verbouwing, of misschien is toen zelfs een geheel nieuw gebouw neergezet. In 1722 werd het beeld van Vrouwe Justitia naar ontwerp van Ignatius van Logteren geplaatst. In 1754 werd het huidige bordes gebouwd.
Het stadhuis werd in 1862 ingrijpend verbouwd. In 1922 en 1955 werd het stadhuis nog tweemaal verbouwd, waarbij in 1922 het stadhuis fors werd verlengd. In de nacht van 2 op 3 maart 1972 werd het stadhuis door brand getroffen, waarbij de volledige kapconstructie verbrandde. In 1984 werd het stadhuis verbouwd. Nadat de Wageningse bevolking tegen de bouw van een nieuw stadhuis had gestemd werd het stadhuis en aangrenzende panden van 2014 tot 2016 nogmaals ingrijpend verbouwd.